# Kodešova skála
Kodešova skála je zachovalý čedičový skalní masiv se sloupcovitou odlučností a vzácným vějířovitým uspořádáním sloupců v obci Heřmanice na Frýdlantsku v okrese Liberec. Skála byla odkryta těžební činnosti v dávno zaniklém Gothově lomu. Tento masiv je pozůstatkem lávového proudu, který pravděpodobně tekl z Kodešova vrchu v Heřmanicích, což je zbytek po sopce nacházející se ve vzdálenosti asi 1,2 kilometru severozápadně od Kodešovy skály. Tenké čedičové sloupce se směrem vzhůru mírně rozbíhají do stran a tvoří tak jakousi zkamenělou kytici. Skála je porostlá listnatým dubohabrovým hájem, v jehož podrostu roste lilie zlatohlavá (Lilium martagon), plicník tmavý (Pulmonaria obscura) a brslen evropský (Euonymus europaea).
Dne 1. února 1997 byla skála vyhlášena přírodní památkou. Její území má rozlohu 0,11 ha a leží v nadmořské výšce 320 až 330 m. Přímo ke skále vede modrá turistická značka. Přímo u skály je v provozu také restaurace.
Skála je pojmenována po frýdlantském učiteli Otakaru Kodešovi. Tento pomocník Stráže ochrany státu zde byl roku 1938 zastřelen příslušníkem sudetoněmeckého oddílu.